# スーパー少女プロジェクト
女子GKキャンプ（じょしゴールキーパーキャンプ）は、日本サッカー協会（JFA）が主催する、将来のサッカー日本女子代表（なでしこジャパン）のゴールキーパーを育成するプロジェクト。2003年から2014年まではスーパー少女プロジェクトとして実施していた。

## 募集対象
1. 将来のなでしこジャパンGKを目指したい女子。
2. 募集年時点で小学5年生から中学3年生。
3. 中学生のみ身長165cm以上。小学生は問わない。
4. サッカー経験は問わない。

## 概要
2004年から開催。女子中学生以下を対象とした、代表GKの大型化を目指して若い人材を発掘し育成するプロジェクトである。一般公募で身長と身体能力の高い選手を募集、サッカー経験を問わないため、バレーボールやバスケットボールなど他競技の選手も参加している。
また、ナショナルトレセンと同様に、GKコーチの育成も行っている。
毎年春先に募集案内が出され、セレクションキャンプでメンバーを絞り、その後年4回ほどトレーニングキャンプを行う。
当初は、身長170cm以上で50m走を8秒1以内で走れることが条件だった。またGKだけではなく他のポジションも大型化を目指し、DFやFWにも拡大する構想もあったが立ち消えになっている。

## 出身者
2010年度現在
| - なでしこジャパン - 山根恵里奈 | - U-20 - 山根恵里奈 - 齊藤彩佳 - 井指楓 | - U-17 - 平尾恵理 - 吉田真由 - 望月ありさ |